# Diego Nargiso
Diego Nargiso (ur. 15 marca 1970 w Neapolu) – włoski tenisista, reprezentant w Pucharze Davisa, olimpijczyk.

## Kariera tenisowa
Grając w kategorii juniorów Nargiso odniósł dwa triumfy w zawodach wielkoszlemowych. Najpierw, jako pierwszy Włoch, wygrał młodzieżową edycję Wimbledonu 1987 w grze pojedynczej, a następnie odniósł zwycięstwo w grze podwójnej, wspólnie z Goranem Ivaniševiciem, podczas US Open 1987. Tego samego roku Nargiso osiągnął również finał Wimbledonu w deblu w parze z Eugenio Rossim.
Jako zawodowiec Włoch zaczął startować w 1987 roku, a kontynuował swoją karierę do 2001 roku. W grze pojedynczej doszedł do dwóch finałów turniejów rangi ATP World Tour, natomiast w grze podwójnej triumfował w pięciu imprezach tego cyklu oraz uczestniczył w piętnastu finałach.
W Pucharze Davisa zadebiutował w lutym 1988 roku przeciwko Izraelowi w 1 rundzie grupy światowej, stając się najmłodszym reprezentantem swojego kraju w zawodach. Ostatni występ Nargiso w Pucharze Davisa miał miejsce w lipcu 2000 roku podczas rywalizacji z Belgią w 1 rundzie grupy światowej. Łącznie w reprezentacji zagrał w 7 pojedynkach singlowych, z których 5 wygrał oraz w 25 spotkaniach deblowych, z których 13 zwyciężył.
Nargiso 3 razy zagrał na igrzyskach olimpijskich, w Seulu (1988), Barcelonie (1992) i Atlancie (1996). W Seulu osiągnął 2 rundę gry pojedynczej, a w deblu odpadł w 1 rundzie. W Barcelonie i Atlancie startował wyłącznie w grze podwójnej, dochodząc do 2 rundy w Atlancie i ponosząc porażkę w 1 rundzie w Barcelonie.
W rankingu gry pojedynczej Nargiso najwyżej był na 67. miejscu (10 października 1988), a w klasyfikacji gry podwójnej na 25. pozycji (5 marca 1990).

### Finały w turniejach ATP World Tour

#### Gra pojedyncza (0–2)
| Legenda                             |
| Wielki Szlem (0–0)                  |
| Igrzyska olimpijskie (0–0)          |
| Tennis Masters Cup (0–0)            |
| ATP Masters Series (0–0)            |
| ATP International Series Gold (0–0) |
| ATP International Series (0–2)      |

| Wygrane według nawierzchni |
| Twarda (0–1)               |
| Ceglana (0–1)              |
| Trawiasta (0–0)            |
| Dywanowa (0–0)             |

| Końcowy wynik | Nr | Data                | Turniej  | Nawierzchnia | Przeciwnik     | Wynik finału |
| Finalista     | 1. | 19 września 1993    | Bordeaux | Twarda       | Sergi Bruguera | 5:7, 2:6     |
| Finalista     | 2. | 1 października 2000 | Palermo  | Ceglana      | Olivier Rochus | 6:7(14), 1:6 |

#### Gra podwójna (5–15)
| Legenda                             |
| Wielki Szlem (0–0)                  |
| Igrzyska olimpijskie (0–0)          |
| Tennis Masters Cup (0–0)            |
| ATP Masters Series (0–0)            |
| ATP International Series Gold (1–0) |
| ATP International Series (4–15)     |

| Wygrane według nawierzchni |
| Twarda (1–2)               |
| Ceglana (3–9)              |
| Trawiasta (0–2)            |
| Dywanowa (1–2)             |

| Końcowy wynik | Nr  | Data                | Turniej      | Nawierzchnia    | Partner             | Przeciwnicy w finale                    | Wynik finału         |
| Finalista     | 1.  | 14 lutego 1988      | Rotterdam    | Dywanowa (hala) | Magnus Gustafsson   | Patrik Kühnen Tore Meinecke             | 6:7, 6:7             |
| Finalista     | 2.  | 17 kwietnia 1988    | Nicea        | Ceglana         | Heinz Günthardt     | Guy Forget Henri Leconte                | 6:4, 3:6, 4:6        |
| Finalista     | 3.  | 31 lipca 1988       | Bordeaux     | Ceglana         | Christian Miniussi  | Joakim Nyström Claudio Panatta          | 1:6, 4:6             |
| Finalista     | 4.  | 30 kwietnia 1989    | Monte Carlo  | Ceglana         | Paolo Canè          | Tomáš Šmíd Mark Woodforde               | 6:1, 4:6, 2:6        |
| Finalista     | 5.  | 1 października 1989 | Palermo      | Ceglana         | Goran Ivanišević    | Peter Ballauff Rudiger Haas             | 2:6, 7:6, 4:6        |
| Zwycięzca     | 1.  | 12 lutego 1990      | Mediolan     | Dywanowa (hala) | Omar Camporese      | Tom Nijssen Udo Riglewski               | 6:4, 6:4             |
| Finalista     | 6.  | 4 marca 1990        | Rotterdam    | Dywanowa (hala) | Nicolás Pereira     | Leonardo Lavalle Jorge Lozano           | 3:6, 6:7             |
| Zwycięzca     | 2.  | 14 kwietnia 1991    | Barcelona    | Ceglana         | Horacio de la Peña  | Boris Becker Eric Jelen                 | 3:6, 7:6, 6:4        |
| Finalista     | 7.  | 25 sierpnia 1991    | Long Island  | Twarda          | Doug Flach          | Eric Jelen Carl-Uwe Steeb               | 6:0, 4:6, 6:7        |
| Finalista     | 8.  | 14 czerwca 1992     | Londyn       | Trawiasta       | Goran Ivanišević    | John Fitzgerald Anders Järryd           | 4:6, 6:7             |
| Zwycięzca     | 3.  | 17 stycznia 1993    | Dżakarta     | Twarda          | Guillaume Raoux     | Jacco Eltingh Paul Haarhuis             | 7:6, 6:7, 6:3        |
| Finalista     | 9.  | 12 czerwca 1994     | Rosmalen     | Trawiasta       | Peter Nyborg        | Stephen Noteboom Fernon Wibier          | 3:6, 6:1, 6:7        |
| Finalista     | 10. | 18 września 1994    | Bordeaux     | Twarda          | Guillaume Raoux     | Olivier Delaître Guy Forget             | 2:6, 6:2, 5:7        |
| Finalista     | 11. | 5 marca 1995        | Meksyk       | Ceglana         | Marc-Kevin Goellner | Javier Frana Leonardo Lavalle           | 5:7, 3:6             |
| Finalista     | 12. | 9 kwietnia 1995     | Estoril      | Ceglana         | Marc-Kevin Goellner | Jewgienij Kafielnikow Andriej Olchowski | 7:5, 5:7, 2:6        |
| Finalista     | 13. | 5 maja 1996         | Monachium    | Ceglana         | Olivier Delaître    | Lan Bale Stephen Noteboom               | 6:4, 6:7, 4:6        |
| Zwycięzca     | 4.  | 29 marca 1998       | Casablanca   | Ceglana         | Andrea Gaudenzi     | Cristian Brandi Filippo Messori         | 6:4, 7:6             |
| Zwycięzca     | 5.  | 7 maja 2000         | Majorka      | Ceglana         | Michaël Llodra      | Alberto Martín Fernando Vicente         | 7:6(2), 7:6(3)       |
| Finalista     | 14. | 28 maja 2000        | Sankt Pölten | Ceglana         | Andrea Gaudenzi     | Mahesh Bhupathi Andrew Kratzmann        | 6:7(10), 7:6(2), 4:6 |
| Finalista     | 15. | 16 lipca 2000       | Båstad       | Ceglana         | Andrea Gaudenzi     | Nicklas Kulti Mikael Tillström          | 6:4, 2:6, 3:6        |